# 22.º Batallón de Infantería de la Luftwaffe
El 22.º Batallón de Infantería de la Luftwaffe (22. Infanterie-Bataillon der Luftwaffe) fue una unidad de la Luftwaffe durante la Segunda Guerra Mundial.

## Historia
Fue formado en diciembre de 1944 con 4 compañías. Fue disuelto en enero de 1945.